# Carcinoma medular da tiroide
 Carcinoma medular da tiroide  é um tumor maligno da tiroide. São 5% dos cancros da tiroide. É um tumor neuroendócrino.

## Epidemiologia
Mais frequente em indivíduos com 40-60 anos.

## Patologia e Genética
São frequentes as mutações nos genes RET.
Microscopicamente há áreas de necrose que alternam com ninhos de células cancerosas e regiões fibrosadas. Pode haver depósitos de amilóide formados de calcitonina secretada.

## Sinais e sintomas
O diagnóstico é confirmado com a detecção de níveis altos de calcitonina e outras hormonas como VIP, somatostatina, ou serotonina. No entanto não há sinais de hipercalcémia (excesso de cálcio no sangue). Os sintomas são devidos à compressão de outras estruturas como a laringe e esófago. Se o tumor secretar outras hormonas além da calcitonina pode haver sintomas devidos a níveis excessivos dessa hormona.

## Terapêutica
É cirúrgica apenas (tiroidectomia), já que o tumor não concentra iodo como os das células foliculares. O prognóstico é intermediário entre o carcinoma folicular e o anaplásico.